# Raksha Bandhan
Raksha bandhan er en hinduisk markering af båndene mellem bror og søster. Markeringen anvendes også til at fejre søskende-lignende relationer mellem fjernere familiemedlemmer, eller mellem personer, der ikke er biologisk beslægtede. Markeringen sker med fuldmåne i måneden sjravana i hinduåret.

## Udøvelse
Dagen bliver markeret ved, at piger binder en rakhi, et armbånd om håndleddet til en bror (eller en person, der er en broderlig relation til). Armbåndet er et symbol på beskyttelse og i forbindelse med at armbåndet bindes om håndledet, kan pigen udføre et ritual og sige et mantra.

## Eksterne links
- The Thread of Love, about.com Arkiveret 23. oktober 2014 hos  Wayback Machine

| Religion | Spire Denne religionsartikel er en spire som bør udbygges. Du er velkommen til at hjælpe Wikipedia ved at udvide den. |